# Principi di Stigliano
Questo è un elenco cronologico dei Principi di Stigliano, ovvero coloro che detennero un titolo principesco sul feudo di Stigliano, oggi un comune in provincia di Matera, in Basilicata.
I Principi sono stati nel corso dei secoli appartenenti a sole due casate, prima a quella dei Carafa, che furono i primi ad ottenere il titolo nel 1522, e poi a quella dei Colonna del ramo cadetto dei Principi di Sonnino, che ottennero il titolo nel 1796 trasferendolo dal feudo di Sonnino. Quest'ultimi sono ancora detentori tutt'oggi del titolo, puramente onorifico, in capo al Capo della Casata.
Tra le proprietà dei Principi Colonna di Stigliano (già Principi di Sonnino), degno di nota è un celebre edificio di Napoli, il Palazzo Zevallos Stigliano (o Palazzo Colonna di Stigliano), oggi di proprietà del gruppo Intesa Sanpaolo ed una delle tre sedi museali delle Gallerie d'Italia. Invece, legato alla figura dell'ultima principessa della famiglia Carafa è il celebre Palazzo Donn'Anna di Posillipo.

## Principi di Stigliano (Carafa, 1522–1644)
| N° | Principe/ssa (nascita–morte) | Immagine | Stemma | In carica (dal–al) | Matrimonio & Discendenza | Altri titoli | Diritto di successione | N. |
| Don Antonio I Carafa della Stadera fu un ricco feudatario, possessore dei territori di Mondragone , Castelnuovo , San Lorenzo , Laviano , Castelgrande , Rapone , Alianello , Sant'Arcangelo , Roccanova , Stigliano , Accettura , Gorgoglione e Guardia . Già creato 1º Duca di Mondragone con Privilegio datato Barcellona 9 aprile 1519 (esecutivo: Napoli 27 ottobre 1519), fu anche creato 1º Principe di Stigliano con Privilegio datato 21 giugno 1522 .                                                                                       | Don Antonio I Carafa della Stadera fu un ricco feudatario, possessore dei territori di Mondragone , Castelnuovo , San Lorenzo , Laviano , Castelgrande , Rapone , Alianello , Sant'Arcangelo , Roccanova , Stigliano , Accettura , Gorgoglione e Guardia . Già creato 1º Duca di Mondragone con Privilegio datato Barcellona 9 aprile 1519 (esecutivo: Napoli 27 ottobre 1519), fu anche creato 1º Principe di Stigliano con Privilegio datato 21 giugno 1522 . | Don Antonio I Carafa della Stadera fu un ricco feudatario, possessore dei territori di Mondragone , Castelnuovo , San Lorenzo , Laviano , Castelgrande , Rapone , Alianello , Sant'Arcangelo , Roccanova , Stigliano , Accettura , Gorgoglione e Guardia . Già creato 1º Duca di Mondragone con Privilegio datato Barcellona 9 aprile 1519 (esecutivo: Napoli 27 ottobre 1519), fu anche creato 1º Principe di Stigliano con Privilegio datato 21 giugno 1522 . | Don Antonio I Carafa della Stadera fu un ricco feudatario, possessore dei territori di Mondragone , Castelnuovo , San Lorenzo , Laviano , Castelgrande , Rapone , Alianello , Sant'Arcangelo , Roccanova , Stigliano , Accettura , Gorgoglione e Guardia . Già creato 1º Duca di Mondragone con Privilegio datato Barcellona 9 aprile 1519 (esecutivo: Napoli 27 ottobre 1519), fu anche creato 1º Principe di Stigliano con Privilegio datato 21 giugno 1522 . | Don Antonio I Carafa della Stadera fu un ricco feudatario, possessore dei territori di Mondragone , Castelnuovo , San Lorenzo , Laviano , Castelgrande , Rapone , Alianello , Sant'Arcangelo , Roccanova , Stigliano , Accettura , Gorgoglione e Guardia . Già creato 1º Duca di Mondragone con Privilegio datato Barcellona 9 aprile 1519 (esecutivo: Napoli 27 ottobre 1519), fu anche creato 1º Principe di Stigliano con Privilegio datato 21 giugno 1522 . | Don Antonio I Carafa della Stadera fu un ricco feudatario, possessore dei territori di Mondragone , Castelnuovo , San Lorenzo , Laviano , Castelgrande , Rapone , Alianello , Sant'Arcangelo , Roccanova , Stigliano , Accettura , Gorgoglione e Guardia . Già creato 1º Duca di Mondragone con Privilegio datato Barcellona 9 aprile 1519 (esecutivo: Napoli 27 ottobre 1519), fu anche creato 1º Principe di Stigliano con Privilegio datato 21 giugno 1522 . | Don Antonio I Carafa della Stadera fu un ricco feudatario, possessore dei territori di Mondragone , Castelnuovo , San Lorenzo , Laviano , Castelgrande , Rapone , Alianello , Sant'Arcangelo , Roccanova , Stigliano , Accettura , Gorgoglione e Guardia . Già creato 1º Duca di Mondragone con Privilegio datato Barcellona 9 aprile 1519 (esecutivo: Napoli 27 ottobre 1519), fu anche creato 1º Principe di Stigliano con Privilegio datato 21 giugno 1522 . | Don Antonio I Carafa della Stadera fu un ricco feudatario, possessore dei territori di Mondragone , Castelnuovo , San Lorenzo , Laviano , Castelgrande , Rapone , Alianello , Sant'Arcangelo , Roccanova , Stigliano , Accettura , Gorgoglione e Guardia . Già creato 1º Duca di Mondragone con Privilegio datato Barcellona 9 aprile 1519 (esecutivo: Napoli 27 ottobre 1519), fu anche creato 1º Principe di Stigliano con Privilegio datato 21 giugno 1522 . | Don Antonio I Carafa della Stadera fu un ricco feudatario, possessore dei territori di Mondragone , Castelnuovo , San Lorenzo , Laviano , Castelgrande , Rapone , Alianello , Sant'Arcangelo , Roccanova , Stigliano , Accettura , Gorgoglione e Guardia . Già creato 1º Duca di Mondragone con Privilegio datato Barcellona 9 aprile 1519 (esecutivo: Napoli 27 ottobre 1519), fu anche creato 1º Principe di Stigliano con Privilegio datato 21 giugno 1522 . |
| --- | --- | --- | --- | --- | --- | --- | --- | --- |
| I | Don Antonio I Carafa della Stadera (...–1528) | | | 21 giugno 1522 | Donna Ippolita di Capua dei Conti di Altavilla 5 figli e 3 figlie | Già Signore di Mondragone da prima del 1479, nel 1519 venne creato 1º Duca di Mondragone; Patrizio Napoletano | Nessuno, fu il primo Principe | |
| I | Don Antonio I Carafa della Stadera (...–1528) | 27 giugno 1528 | | | Donna Ippolita di Capua dei Conti di Altavilla 5 figli e 3 figlie | Già Signore di Mondragone da prima del 1479, nel 1519 venne creato 1º Duca di Mondragone; Patrizio Napoletano | Nessuno, fu il primo Principe | |
| II | Don Luigi I Carafa della Stadera (1511–1576) | | | 27 giugno 1528 | (1ª) Donna Clarice Orsini dei Signori di Bracciano 1 figlio (2ª) Donna Lucrezia del Tufo dei Marchesi di Lavello 1 figlio e 1 figlia | II Duca di Mondragone; Signore di molti feudi; Patrizio Napoletano | Figlio del precedente, Antonio | [ 1 ] |
| II | Don Luigi I Carafa della Stadera (1511–1576) | 17 luglio 1576 | | | (1ª) Donna Clarice Orsini dei Signori di Bracciano 1 figlio (2ª) Donna Lucrezia del Tufo dei Marchesi di Lavello 1 figlio e 1 figlia | II Duca di Mondragone; Signore di molti feudi; Patrizio Napoletano | Figlio del precedente, Antonio | [ 1 ] |
| III | Don Antonio II Carafa della Stadera (1542–1578) | | | 17 luglio 1576 | (1ª) Donna Ippolita Gonzaga dei Conti di Guastalla 1 figlia (2ª) Donna Giovanna Colonna dei Principi di Paliano 2 figli | III Duca di Mondragone; Signore di molti feudi; Patrizio Napoletano; Grande di Spagna di prima classe | Figlio del precedente, Luigi | |
| III | Don Antonio II Carafa della Stadera (1542–1578) | 14 agosto 1578 | | | (1ª) Donna Ippolita Gonzaga dei Conti di Guastalla 1 figlia (2ª) Donna Giovanna Colonna dei Principi di Paliano 2 figli | III Duca di Mondragone; Signore di molti feudi; Patrizio Napoletano; Grande di Spagna di prima classe | Figlio del precedente, Luigi | |
| IV | Don Luigi II Carafa della Stadera (1567–1630) | | | 14 agosto 1578 | Donna Isabella Gonzaga, duchessa sovrana di Sabbioneta, duchessa di Traetto, contessa di Fondi, baronessa di Caramanico, signora di molti feudi 1 figlio | IV Duca di Mondragone, Duca titolare di Sabbioneta, Duca di Traetto; Conte di Fondi; Barone di Calotone, Piadena e Spineda; Signore di molti feudi; Patrizio Napoletano; Grande di Spagna di prima classe | Figlio del precedente, Antonio | |
| IV | Don Luigi II Carafa della Stadera (1567–1630) | 22 gennaio 1630 | | | Donna Isabella Gonzaga, duchessa sovrana di Sabbioneta, duchessa di Traetto, contessa di Fondi, baronessa di Caramanico, signora di molti feudi 1 figlio | IV Duca di Mondragone, Duca titolare di Sabbioneta, Duca di Traetto; Conte di Fondi; Barone di Calotone, Piadena e Spineda; Signore di molti feudi; Patrizio Napoletano; Grande di Spagna di prima classe | Figlio del precedente, Antonio | |
| V | Donna Anna Carafa della Stadera (1607–1644) | | | 1637 | Don Ramiro Felipe Núñez de Guzmán, II duca di Medina de las Torres, II marchese di Toral, e viceré di Napoli 3 figli | VI Duchessa di Mondragone, Duchessa di Traetto; Contessa di Fondi; Baronessa di Calotone, Piadena e Spineda; Signora di molti feudi | Nipote del precedente, Luigi. Era figlia di Antonio Carafa della Stadera, V duca di Mondragone e unico figlio di Luigi. | |
| V | Donna Anna Carafa della Stadera (1607–1644) | 24 ottobre 1644 | | | Don Ramiro Felipe Núñez de Guzmán, II duca di Medina de las Torres, II marchese di Toral, e viceré di Napoli 3 figli | VI Duchessa di Mondragone, Duchessa di Traetto; Contessa di Fondi; Baronessa di Calotone, Piadena e Spineda; Signora di molti feudi | Nipote del precedente, Luigi. Era figlia di Antonio Carafa della Stadera, V duca di Mondragone e unico figlio di Luigi. | |
| Alla morte dell'ultima esponente e principessa della famiglia Carafa di Stigliano, i suoi titoli passarono al figlio primogenito Nicolás María de Guzmán y Carafa , III duca di Medina de las Torres e III marchese di Toral , che tuttavia morì privo di eredi. Così il feudo di Stigliano tornò prima alla Corona di Napoli e poi divenne proprietà di un ramo della potente famiglia Colonna , quello dei Principi di Sonnino , che nel 1796 spostarono il proprio titolo principesco da Sonnino a Stigliano, titolo di cui tutt'oggi si fregiano. | | | | | | | | |

## Principi di Stigliano (Colonna, 1796–oggi)
| N° | Principe (nascita–morte) | Immagine | Stemma | In carica (dal–al) | Matrimonio & Discendenza | Altri titoli | Diritto di successione | N. |
| Don Andrea Colonna del ramo cadetto dei Principi di Sonnino , dopo la morte del padre Marcantonio nel 1796 gli successe come IV Principe di Sonnino , ma già nello stesso anno cedette il feudo di Sonnino alla linea primogenita dei Colonna di Paliano ed ottenne il permesso di convertire il proprio titolo principesco sul feudo di Stigliano , già di proprietà della sua famiglia. | Don Andrea Colonna del ramo cadetto dei Principi di Sonnino , dopo la morte del padre Marcantonio nel 1796 gli successe come IV Principe di Sonnino , ma già nello stesso anno cedette il feudo di Sonnino alla linea primogenita dei Colonna di Paliano ed ottenne il permesso di convertire il proprio titolo principesco sul feudo di Stigliano , già di proprietà della sua famiglia. | Don Andrea Colonna del ramo cadetto dei Principi di Sonnino , dopo la morte del padre Marcantonio nel 1796 gli successe come IV Principe di Sonnino , ma già nello stesso anno cedette il feudo di Sonnino alla linea primogenita dei Colonna di Paliano ed ottenne il permesso di convertire il proprio titolo principesco sul feudo di Stigliano , già di proprietà della sua famiglia. | Don Andrea Colonna del ramo cadetto dei Principi di Sonnino , dopo la morte del padre Marcantonio nel 1796 gli successe come IV Principe di Sonnino , ma già nello stesso anno cedette il feudo di Sonnino alla linea primogenita dei Colonna di Paliano ed ottenne il permesso di convertire il proprio titolo principesco sul feudo di Stigliano , già di proprietà della sua famiglia. | Don Andrea Colonna del ramo cadetto dei Principi di Sonnino , dopo la morte del padre Marcantonio nel 1796 gli successe come IV Principe di Sonnino , ma già nello stesso anno cedette il feudo di Sonnino alla linea primogenita dei Colonna di Paliano ed ottenne il permesso di convertire il proprio titolo principesco sul feudo di Stigliano , già di proprietà della sua famiglia. | Don Andrea Colonna del ramo cadetto dei Principi di Sonnino , dopo la morte del padre Marcantonio nel 1796 gli successe come IV Principe di Sonnino , ma già nello stesso anno cedette il feudo di Sonnino alla linea primogenita dei Colonna di Paliano ed ottenne il permesso di convertire il proprio titolo principesco sul feudo di Stigliano , già di proprietà della sua famiglia. | Don Andrea Colonna del ramo cadetto dei Principi di Sonnino , dopo la morte del padre Marcantonio nel 1796 gli successe come IV Principe di Sonnino , ma già nello stesso anno cedette il feudo di Sonnino alla linea primogenita dei Colonna di Paliano ed ottenne il permesso di convertire il proprio titolo principesco sul feudo di Stigliano , già di proprietà della sua famiglia. | Don Andrea Colonna del ramo cadetto dei Principi di Sonnino , dopo la morte del padre Marcantonio nel 1796 gli successe come IV Principe di Sonnino , ma già nello stesso anno cedette il feudo di Sonnino alla linea primogenita dei Colonna di Paliano ed ottenne il permesso di convertire il proprio titolo principesco sul feudo di Stigliano , già di proprietà della sua famiglia. | Don Andrea Colonna del ramo cadetto dei Principi di Sonnino , dopo la morte del padre Marcantonio nel 1796 gli successe come IV Principe di Sonnino , ma già nello stesso anno cedette il feudo di Sonnino alla linea primogenita dei Colonna di Paliano ed ottenne il permesso di convertire il proprio titolo principesco sul feudo di Stigliano , già di proprietà della sua famiglia. |
| --- | --- | --- | --- | --- | --- | --- | --- | --- |
| I | Don Andrea Colonna di Stigliano (1748–1820) | | | 1796 | Donna Cecilia Ruffo dei Principi di Sant'Antimo 6 figli e 4 figlie | Già IV Principe di Sonnino; Principe di Aliano e di Galatro; Marchese di Castelnuovo; Signore di Alianello, Sant'Arcangelo, Roccanova, Giugliano e Melito; Patrizio Napoletano, Patrizio Veneto; Grande di Spagna di prima classe | Nessuno, fu il primo Principe | |
| I | Don Andrea Colonna di Stigliano (1748–1820) | 9 settembre 1820 | | | Donna Cecilia Ruffo dei Principi di Sant'Antimo 6 figli e 4 figlie | Già IV Principe di Sonnino; Principe di Aliano e di Galatro; Marchese di Castelnuovo; Signore di Alianello, Sant'Arcangelo, Roccanova, Giugliano e Melito; Patrizio Napoletano, Patrizio Veneto; Grande di Spagna di prima classe | Nessuno, fu il primo Principe | |
| II | Don Ferdinando Colonna di Stigliano (1785–1834) | | | 9 settembre 1820 | (1ª) Donna Giovanna Doria dei Principi d'Angri 2 figli (2ª) Donna Anna Doria dei Principi d'Angri 1 figlio | Principe di Aliano; Marchese di Castelnuovo; Signore di Alianello, Sant'Arcangelo, Roccanova, Giugliano e Melito; Patrizio Napoletano, Patrizio Veneto; Grande di Spagna di prima classe | Figlio del precedente, Andrea | |
| II | Don Ferdinando Colonna di Stigliano (1785–1834) | 12 ottobre 1834 | | | (1ª) Donna Giovanna Doria dei Principi d'Angri 2 figli (2ª) Donna Anna Doria dei Principi d'Angri 1 figlio | Principe di Aliano; Marchese di Castelnuovo; Signore di Alianello, Sant'Arcangelo, Roccanova, Giugliano e Melito; Patrizio Napoletano, Patrizio Veneto; Grande di Spagna di prima classe | Figlio del precedente, Andrea | |
| III | Don Marcantonio Colonna di Stigliano (1808–1890) | | | 12 ottobre 1834 | Donna Cecilia Mastrilli dei Duchi di Gallo nessun figlio | Principe di Aliano; Marchese di Castelnuovo; Signore di Alianello, Sant'Arcangelo, Roccanova, Giugliano e Melito; Patrizio Napoletano, Patrizio Veneto; Grande di Spagna di prima classe | Figlio del precedente, Ferdinando | |
| III | Don Marcantonio Colonna di Stigliano (1808–1890) | 11 luglio 1890 | | | Donna Cecilia Mastrilli dei Duchi di Gallo nessun figlio | Principe di Aliano; Marchese di Castelnuovo; Signore di Alianello, Sant'Arcangelo, Roccanova, Giugliano e Melito; Patrizio Napoletano, Patrizio Veneto; Grande di Spagna di prima classe | Figlio del precedente, Ferdinando | |
| IV | Don Gioacchino Colonna di Stigliano (1809–1900) | | | 11 luglio 1890 | (1ª) Donna Amalia Acquaviva d'Aragona dei Duchi d'Atri nessun figlio (2ª) Donna Cecilia Colonna dei Principi di Stigliano nessun figlio | Principe di Aliano; Marchese di Castelnuovo; Signore di Alianello, Sant'Arcangelo, Roccanova, Giugliano e Melito; Patrizio Napoletano, Patrizio Veneto; Grande di Spagna di prima classe; Senatore del Regno d’Italia | Fratello del precedente, Marcantonio, e quindi figlio del principe Ferdinando | |
| IV | Don Gioacchino Colonna di Stigliano (1809–1900) | 7 marzo 1900 | | | (1ª) Donna Amalia Acquaviva d'Aragona dei Duchi d'Atri nessun figlio (2ª) Donna Cecilia Colonna dei Principi di Stigliano nessun figlio | Principe di Aliano; Marchese di Castelnuovo; Signore di Alianello, Sant'Arcangelo, Roccanova, Giugliano e Melito; Patrizio Napoletano, Patrizio Veneto; Grande di Spagna di prima classe; Senatore del Regno d’Italia | Fratello del precedente, Marcantonio, e quindi figlio del principe Ferdinando | |
| V | Don Ferdinando Colonna di Stigliano (1858–1926) | | | 7 marzo 1900 | (1ª) Evelyn Bryant-Mackay 2 figli e 1 figlia (2ª) Caterina Cassai nessun figlio | Principe di Aliano; Marchese di Castelnuovo; Signore di Alianello, Sant'Arcangelo, Roccanova, Giugliano e Melito; Patrizio Napoletano, Patrizio Veneto; Grande di Spagna di prima classe | Nipote del precedente, Gioacchino. Era figlio di Andrea Colonna dei Principi di Stigliano, terzo ed ultimo figlio del principe Ferdinando. | |
| V | Don Ferdinando Colonna di Stigliano (1858–1926) | 16 febbraio 1926 | | | (1ª) Evelyn Bryant-Mackay 2 figli e 1 figlia (2ª) Caterina Cassai nessun figlio | Principe di Aliano; Marchese di Castelnuovo; Signore di Alianello, Sant'Arcangelo, Roccanova, Giugliano e Melito; Patrizio Napoletano, Patrizio Veneto; Grande di Spagna di prima classe | Nipote del precedente, Gioacchino. Era figlio di Andrea Colonna dei Principi di Stigliano, terzo ed ultimo figlio del principe Ferdinando. | |
| VI | Don Andrea Colonna di Stigliano (1885–1943) | | | 16 febbraio 1926 | Alys Rieben 1 figlio e 1 figlia | Principe di Aliano; Marchese di Castelnuovo; Signore di Alianello, Sant'Arcangelo, Roccanova, Giugliano e Melito; Patrizio Napoletano, Patrizio Veneto; Grande di Spagna di prima classe | Figlio del precedente, Ferdinando | |
| VI | Don Andrea Colonna di Stigliano (1885–1943) | 1943 | | | Alys Rieben 1 figlio e 1 figlia | Principe di Aliano; Marchese di Castelnuovo; Signore di Alianello, Sant'Arcangelo, Roccanova, Giugliano e Melito; Patrizio Napoletano, Patrizio Veneto; Grande di Spagna di prima classe | Figlio del precedente, Ferdinando | |
| VII | Don Lorenzo Filippo Colonna di Stigliano (1925–1984) | | | 1943 | – | Principe di Aliano; Marchese di Castelnuovo; Signore di Alianello, Sant'Arcangelo, Roccanova, Giugliano e Melito; Patrizio Napoletano, Patrizio Veneto; Grande di Spagna di prima classe | Figlio del precedente, Andrea | |
| VII | Don Lorenzo Filippo Colonna di Stigliano (1925–1984) | 30 novembre 1984 | | | – | Principe di Aliano; Marchese di Castelnuovo; Signore di Alianello, Sant'Arcangelo, Roccanova, Giugliano e Melito; Patrizio Napoletano, Patrizio Veneto; Grande di Spagna di prima classe | Figlio del precedente, Andrea | |
| VIII | Don Landolfo Colonna di Stigliano (1914–1988) | | | 30 novembre 1984 | Donatella Fiorenzi dei Conti di Montecerno 3 figlie | Principe di Aliano; Marchese di Castelnuovo; Signore di Alianello, Sant'Arcangelo, Roccanova, Giugliano e Melito; Patrizio Napoletano, Patrizio Veneto; Grande di Spagna di prima classe | Era figlio di Giuliano, a sua volta figlio di Landolfo, a sua volta figlio di Marcantonio, che era uno dei figli di Andrea Colonna, I principe di Stigliano. | |
| VIII | Don Landolfo Colonna di Stigliano (1914–1988) | 3 ottobre 1988 | | | Donatella Fiorenzi dei Conti di Montecerno 3 figlie | Principe di Aliano; Marchese di Castelnuovo; Signore di Alianello, Sant'Arcangelo, Roccanova, Giugliano e Melito; Patrizio Napoletano, Patrizio Veneto; Grande di Spagna di prima classe | Era figlio di Giuliano, a sua volta figlio di Landolfo, a sua volta figlio di Marcantonio, che era uno dei figli di Andrea Colonna, I principe di Stigliano. | |
| IX | Don Carlo Colonna di Stigliano (1908–1990) | | | 3 ottobre 1988 | Donna Simonetta Torrigiani dei Principi di Santa Cristina 2 figli e 1 figlia | I Duca dei Marsi per concessione del Principe di Paliano dal 18 febbraio 1947Principe di Aliano; Marchese di Castelnuovo; Signore di Alianello, Sant'Arcangelo, Roccanova, Giugliano e Melito; Nobile Romano; Patrizio Napoletano, Patrizio Veneto; Grande di Spagna di prima classe | Era figlio di Prospero, a sua volta figlio di Carlo, a sua volta figlio di Marcantonio, che era uno dei figli di Andrea Colonna, I principe di Stigliano. | |
| IX | Don Carlo Colonna di Stigliano (1908–1990) | 21 marzo 1990 | | | Donna Simonetta Torrigiani dei Principi di Santa Cristina 2 figli e 1 figlia | I Duca dei Marsi per concessione del Principe di Paliano dal 18 febbraio 1947Principe di Aliano; Marchese di Castelnuovo; Signore di Alianello, Sant'Arcangelo, Roccanova, Giugliano e Melito; Nobile Romano; Patrizio Napoletano, Patrizio Veneto; Grande di Spagna di prima classe | Era figlio di Prospero, a sua volta figlio di Carlo, a sua volta figlio di Marcantonio, che era uno dei figli di Andrea Colonna, I principe di Stigliano. | |
| X | Don Prospero Colonna di Stigliano (1938–vivente) | | | 21 marzo 1990 | Frances Loftus 2 figlie | Principe di Aliano; II Duca dei Marsi; Marchese di Castelnuovo; Signore di Alianello, Sant'Arcangelo, Roccanova, Giugliano e Melito; Nobile Romano; Patrizio Napoletano, Patrizio Veneto; Grande di Spagna di prima classe | Figlio del precedente, CarloÈ il Capo della Casa Colonna di Stigliano, ma, non avendo figli maschi, il suo erede è il fratello Fabio Marzio, che ha 2 figli e 1 figlia. | |
| X | Don Prospero Colonna di Stigliano (1938–vivente) | in carica | | | Frances Loftus 2 figlie | Principe di Aliano; II Duca dei Marsi; Marchese di Castelnuovo; Signore di Alianello, Sant'Arcangelo, Roccanova, Giugliano e Melito; Nobile Romano; Patrizio Napoletano, Patrizio Veneto; Grande di Spagna di prima classe | Figlio del precedente, CarloÈ il Capo della Casa Colonna di Stigliano, ma, non avendo figli maschi, il suo erede è il fratello Fabio Marzio, che ha 2 figli e 1 figlia. | |